# 巴爾切塔

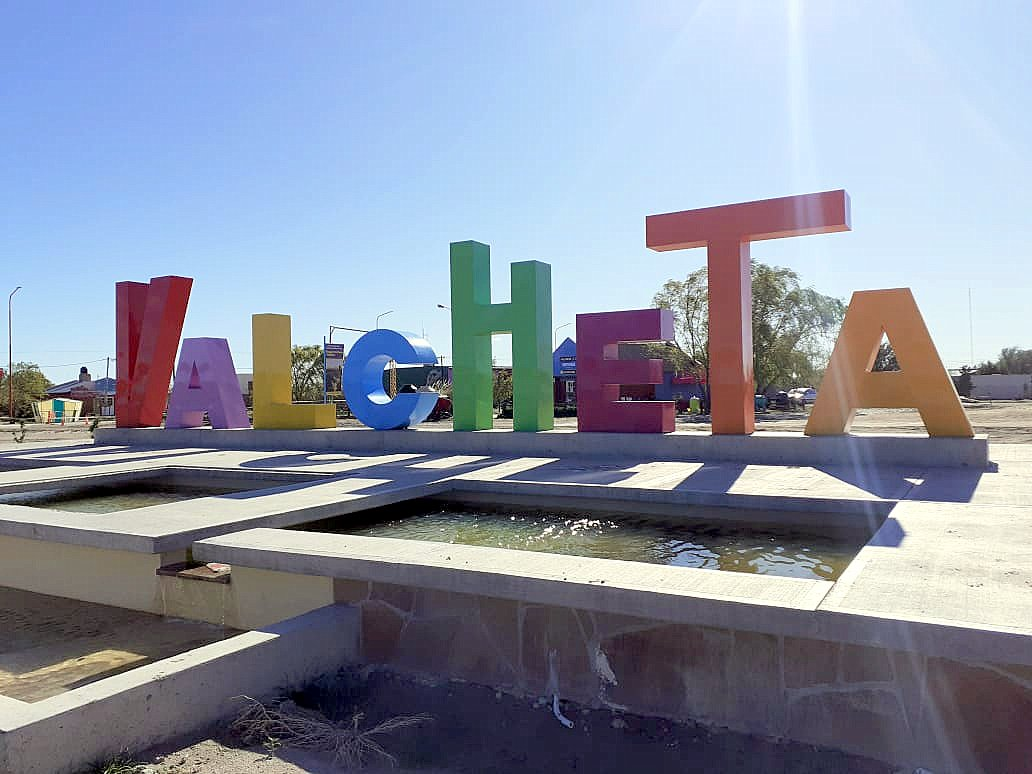
巴爾切塔

巴爾切塔（西班牙語：Valcheta），是阿根廷的城鎮，位於該國中部內格羅河省，是巴爾切塔縣的首府，始建於1833年10月5日，海拔高度165米，每年平均降雨量約200毫米，2010年人口3,867。